# Richard Watson
Pour les articles homonymes, voir Richard Watson (homonymie).
Richard Watson (août 1737 à Heversham dans le Westmorland, Angleterre - 1816) est un ecclésiastique anglican et un chimiste britannique. Il a enseigné la chimie de 1764 à 1773 et a servi en tant qu'évêque de Llandaff de 1782 à 1816. Il a rédigé quelques pamphlets politiques. 

## Biographie
Richard Watson naît en août 1737 à Heversham dans le Westmorland. Grâce à une bourse d'études d'Edward Wilson (de la famille Nether Levens), il suit une formation à la Heversham Grammar School et au Trinity College de Cambridge. En 1759, il est Second Wrangler après avoir défié un collègue pour le poste de Senior Wrangler. Ce défi est l'une des raisons pour lesquelles le proctor de l'université, le chimiste William Farish, introduit la pratique de noter (apprécier par un nombre) chaque question des examens universitaires ; à Cambridge, cette approche remplacera l'appréciation (judgement) par l'attribution de notes (marking). Elle s'imposera pour déterminer le rang dans un système méritocratique. En 1760, Watson est élu membre du Trinity College. Un an plus tard, en 1762, il obtient son Master of Arts d'Oxbridge. De 1764 à 1773, il est professeur de chimie. C'est en 1769 qu'il est élu membre de la Royal Society à la suite de la publication, dans les Philosophical Transactions, d'un article sur les solutions des sels.
La carrière théologique de Watson commence quand il est nommé Regius Professor of Divinity de Cambridge en 1771. En 1773, il épouse Dorothy Wilson, fille d'Edward Wilson de Dallam Tower (l'un des descendants du mécène qui a institué la bourse qui lui a permis de poursuivre ses études). En 1774, il est prébendaire du Trinity College. En 1779, il est archidiacre d'Ely et recteur de Northwold, quittant deux ans plus tard son poste à Northwold pour devenir recteur de Knattoft. En 1782, il abandonne toutes ces charges ecclésiastiques pour occuper le poste d'évêque de Llandaff, poste qu'il occupe jusqu'à sa mort en 1816. 
Il meurt le 4 juillet 1816.
En 1788, il a été élu membre honoraire étranger de l'Académie américaine des arts et des sciences.Au XIXe siècle, de fausses rumeurs prétendaient que Watson est le premier à proposer un télégraphe électrique. Il était peut-être confondu avec William Watson (1715-1787), qui avait étudié l'électricité, mais lui non plus n'a jamais proposé un télégraphe électrique. En théologie, avec William Paley, Watson a été l'un des partisans influents de la doctrine d'Edmund Law qui avançait que la race humaine est soumise à une éducation divine, progressant continuellement en religion au même rythme que dans les autres domaines de la connaissance.

## Œuvres
Watson a contribué à la controverse révolutionnaire, avec A treatise upon the authenticity of the Scriptures, and the truth of the Christian religion (1792) et, surtout, en 1796 quand, dans son An Apology for the Bible, il critique durement The Age of Reason de Thomas Paine tout en défendant la pertinence de la Bible. En 1798, il publie An Address to the People of Great Britain, qui invite à augmenter les impôts pour financer la guerre contre la France et réduire la dette nationale.
Watson a publié des articles sur l'agriculture. On lui doit également des Chemical essays, un ensemble de cinq volumes sur la chimie,. Selon Musson et Robinson en 1989, cet ouvrage était très apprécié (highly regarded) d'Humphry Davy (1778-1829) et de Joseph John Thomson (1846-1940).
Une autobiographie, complétée en 1814, est publiée après sa mort en 1817.

## Hommage
Un mémorial réalisé par John Flaxman lui est dédié dans la sacristie de l'église St Martin de Bowness-on-Windermere.